# オオカミの誘惑
『オオカミの誘惑』（おおかみのゆうわく、朝: 늑대의 유혹、英: Romance of Their Own）は、韓国のオンライン小説および、それを基にした2004年公開の韓国映画。キム・テギュン監督作品。なお、原作者は18歳の少女である。

## あらすじ
田舎町に住むハンギョンは、父を亡くし、父と離婚した母に引き取られ、ソウルに上京する。そのハンギョンに、町のアイドルでライバル関係にあるテソンとヘギョンがつきまとうようになる。その頃、既に父母を亡くしていたテソンは、祖母をも亡くし、一人ぼっちになる。しかし、ハンギョンはヘウォンと付き合いはじめ、テソンの寂しさは増す。
ある日、ハンギョンはテソンが父の隠し子だと知る。一方テソンは、ハンギョンが姉であると、ハンギョンを一目見た時に気づいていた。さらに、テソンはハンギョンに姉弟以上の感情を抱くようになっていた。
テソンに深刻な大動脈弁膜症が見つかり、テソンは祖母に引き取られる。ハンギョンに告げないままに祖母が住むオーストラリアに渡り、病の治療を受ける。しかし、手術室に入ったテソンは目覚めることなく亡くなる。盲目だったテソンの友達がソウルを訪ね、テソンの目がハンギョンに再会する。

## キャスト
- チョン・テソン- カン・ドンウォン
- パン・ヘウォン – チョ・ハンソン
- チョン・ハンギョン – イ・チョンア
- チョ・ダルム – チョン・ダヘ（朝鮮語版）
- ユ・ウォン – イ・チョニ（朝鮮語版）
- ユ・ジェヒ – ソン・チェミン
- イ・ボジョン – イ・ジヒ

### 吹き替え
- チョン・テソン:浪川大輔
- チョン・ハンギョン:佐藤あかり
- チョ・ダルム:相田さやか
- イ・ボジョン:遠藤綾

## スタッフ
- 監督：キム・テギュン
- 製作総指揮：チェ・ワン
- 製作：チャ・スンジェ 、 ノ・ジョンユン
- プロデューサー：イ・チョンハク
- 脚本：キム・テギュン
- 脚色：キム・テギュン
- 原作：クィヨニ
- 撮影：ジン・ヨンファン
- 照明：パク・コヌ
- 音楽：イ・フンソク
- 編集：コ・イムピョ
- 主題歌：イ・スフン「告白」

## エピソード
- チョ・ハンソン、 カン・ドンウォンはノーワイヤー＆ノースタントでアクションシーンに挑んだ。

## 受賞歴
- 第42回大鐘賞：新人女優賞受賞（イ・チョンア）

## DVD・書籍
- DVD『オオカミの誘惑』JAN：4988102132637 （2005年9月22日発売）
- CD『オオカミの誘惑』[Soundtrack] JAN：4571191050977 （2005年3月9日発売）
- シナリオPHOTO BOOK 『オオカミの誘惑』キム・テギュン 角川書店 ISBN 978-4048735940 （2005年2月25日）
- 小説『オオカミの誘惑1』著者：クィヨニ 翻訳：清水 由希子 出版社: 河出書房新社 ISBN 978-4309204284（2005年2月16日発売）
- 小説『オオカミの誘惑2』著者：クィヨニ 翻訳：清水 由希子 出版社: 河出書房新社 ISBN 978-4309204291（2005年2月16日発売）

## 日本版舞台
2022年に博品館劇場にて上演された。ダブルキャスト制であった。
2023年に六行会ホールにて再演が上演。

### 公演日程
2022年7月23日 - 28日 博品館劇場
2023年5月17日 - 21日 六行会ホール

### キャスト（舞台）
2022年版
- ジェイ（本田鼓太朗） - 中山優貴（SOLIDEMO） / カラム
- 朝岡晴光 - 正木郁 / 小澤亮太
- 本田雫 - 越智ゆらの / 白石まゆみ
- 佐藤有馬 - ミヌ / 松本旭平
- 足立柑菜 - 伊藤優衣 / 松村芽久未
- 乾さゆり - 小山璃奈 / 田口華
- 望月莉子 - 黒木美佑 / 谷真理佳（SKE48）
- ちーちゃん（千代田海） - 安井摩耶 / 比嘉琉々香
- お母さん - 川崎清美 / 矢原加奈子

2023年版
- ジェイ（本田鼓太朗） - キム・セヨン（MYNAME）
- 朝岡晴光 - 正木郁
- 本田雫 - 木﨑ゆりあ
- 佐藤有馬 - 樋口裕太
- 足立柑菜 - 田代明
- 乾さゆり - 瀬口美乃
- ちーちゃん（千代田海） - 相澤瑠香
- 望月莉子 - 樫村みなみ
- お母さん - 手島祐香
- ミチ - 石井日菜

### スタッフ（舞台）
2022年
- 脚本 - 川滿佐和子（Queen-B）
- 演出 - ユナク（SUPERNOVA（超新星））

2023年
- 脚本 - 川滿佐和子（Queen-B）
- 演出 - 中野智行（PaniCrew）